# Szent Sebestyén vértanú temploma (Eger)
Az egri Szent Sebestyén vértanú temploma (volt irgalmasok temploma) — pontosabban a templom, a kórház és a kolostor épületegyüttese — a Markhot Ferenc utca és a Knézich Károly utca sarkán áll. Előtte magasodik az egri minaret.

## Története
Az irgalmasok kolostora és a kórházépület közé beékelve, az 1730-ban templommá átalakított, egykori török mecset falainak felhasználásával építtette Pyrker János László érsek 1840-ben. A templomot Szent Sebestyén tiszteletére szentelték fel. Mai homlokzata az 1887–1891 közötti átépítés eredménye. Belső terét 1908-ban Graits Ede pécsi festő Tiepolo-másolatokkal díszítette.
Orgonája a helyi Angster-gyárban készült.

## Az épület
A kolostor délről, az egykori kórházépület északról fogja közre a templomot; a saroktelken álló, egyemeletes, sátortetős épületegyüttes négyzetes udvart fog körül. A 2010-ben meglehetősen leromlott állapotú, klasszicista templom műemlék; törzsszáma 1983.
A főhomlokzat rizalitszerűen kiemelkedik a kolostor déli és északi szárnya között. A homlokzatot kettős pilaszterek tagolják; középső tengelye fölött attika mellvéden három szobor áll:
- istenes szent János, az irgalmasok rendjének alapítója, valamint
- Mihály és
- Gábriel arkangyal.

A tető közepéből huszártorony emelkedik ki. A templom bejárata fölött az építtető címere díszeleg.
Az épület belső tere csehboltozatos; a karzat a bejárat felőli oldalon van. Falképeit 1935–1936-ban festették, berendezése 18–19. századi. Tornyában két harang található, melyek használaton kívüliek.